# Línea 2 del Metro de Santo Domingo
La Línea 2 del Metro de Santo Domingo es la más reciente de las dos líneas que conforman el ferrocarril metropolitano de la capital de República Dominicana. Tiene un total de 18 estaciones a lo largo de sus 16,6 km kilómetros construidos.

## Historia

### Inauguración (2013)
Originalmente iniciada en el gobierno del presidente Leonel Fernández, el 1 de abril de 2013, la línea fue inaugurada con la presencia del entonces presidente de la República Danilo Medina en un recorrido que se inició en la estación Centro de los Héroes.
El proyecto inaugurado contó con 14 estaciones en una distancia de 13 kilómetros .

### Extensiones (2018-)

#### Línea 2B
El 9 de agosto de 2018, se inauguró la primera extensión de la línea, conocida oficialmente como L2B, aunque no sea un ramal ni servicio diferente. La extensión incorporó 4 estaciones en 3,6 kilómetros: Ercillia Pepín, Rosa Duarte, Trina de Moya de Vásquez y Concepción Bona.

#### Línea 2C
En julio de 2021, la Oficina para el Reordenamiento del Transporte (OPRET) dio inicio a la construcción de la línea 2C, la segunda ampliación de la línea hacia el oeste. Con un tramo de 7,3 kilómetros y una inversión de 506 millones de dólares, la ampliación desde la estación María Montez contará con la construcción de cinco estaciones en viaducto, cuyos nombres no han sido confirmados. Paralelamente, la extensión incluye la construcción de una vía marginal que convertiría a la autopista Duarte en un expreso desde Los Alcarrizos hasta el kilómetro 9.
La futura estación terminal en el municipio de Los Alcarrizos se conectará con la Línea 2 del Teleférico de Santo Domingo. Si bien su inauguración estaba estimada originalmente para fines de 2023, en julio de 2024 las obras físicas habían alcanzado un 92,3% de avance.
En febrero de 2025, el ministro de la Presidencia, José Ignacio Paliza, anunció que la extensión de la Línea 2 entraría en funcionamiento a fines de ese año. Sin embargo, al mes siguiente, el periódico Listín Diario informó que el proyecto no tenía fecha de entrega.
En junio de 2025, se concluyó las vías férreas de la extensión, marcando hacia los puntos finales de la obra.Además el presidente de la República, Luis Abinader, dijo que, tras finalizar la instalación eléctrica, las pruebas comenzarían en septiembre, y la puesta comercial para febrero de 2026

## Características
Inicia su recorrido en Santo Domingo Este, en la intersección entre la Av. San Vicente de Paúl y la carretera Mella. Atraviesa el Río Ozama por el puente Francisco del Rosario Sánchez para seguir la Av. Padre Castellanos. Luego continúa el eje de la Av. John F. Kennedy, teniendo una conexión con la Línea 1 a la altura de la Av. Máximo Gómez. Actualmente, esta línea termina en la intersección de la Av. Kennedy, Av. Luperón, autopista Duarte y Av. de los Próceres.